# Praefectus castrorum
Der Praefectus castrorum (lat. Lagervorgesetzter) war der dritthöchste Offizier der Legion und führte eine im Lager liegende Legion, wenn Legatus und Tribunus Laticlavius abwesend sein sollten. Er war grundsätzlich der Verwaltungschef der Legion und sorgte dafür, dass alle regelmäßig stattfindenden Handlungen reibungslos abliefen. Im Gefecht hatte er dagegen keine Kommandofunktion. Im Lager standen Kasernen, Wachen, Lazarett und Werkstätten unter seiner Oberaufsicht. Außerdem war er für den Geschützpark und für die Ausbildung der Geschützmannschaften verantwortlich. In dieser Funktion unterstand ihm auch der Custos armorum. Der Praefectus Castrorum stand dem Legatus auch als Planer zur Verfügung und ritt auf dem Marsch bei der Vorhut einer Legion und suchte am Abend mit seinen Assistenten einen geeigneten Ort zur Errichtung des Marschlagers. Ebenso war er die wichtigste Ansprechperson bei Nahrungsankäufen bei der Zivilbevölkerung und anderer Ausstattungen der Soldaten.
In der Regel war der Praefectus Castrorum aus der Laufbahn der Centurionen aufgestiegen, wo er zuletzt den Dienstgrad eines primus pilus innegehabt hatte, d. h. auch nichtadelige Militärs konnten diesen Posten besetzen. Nach dem 1. Jahrhundert n. Chr. geschah es indes gehäuft, dass Primus Pilus und Praefectus castrorum in den Ritterstand (Eques) und/oder zum Militärtribun aufstiegen.